# Štrpci (stacja kolejowa)
Štrpci – stacja kolejowa w Štrpci, w Republice Serbskiej, w Bośni i Hercegowinie. Leży na linii kolejowej Belgrad – Bar.
Stacja znajduje się na linii kolejowej Belgrad – Bar, wybudowanej w latach 1951–1976 w ówczesnej Jugosławii. Po rozpadzie Jugosławii 9-kilometrowy fragment tej linii znalazł się na terytorium Bośni i Hercegowiny, a stacja Štrpci jest jedyną stacją na tym odcinku.
27 lutego 1993 roku, w czasie trwającej wojny w Bośni i Hercegowinie, doszło do incydentu znanego jako masakra w Štrpci. Na stacji Štrpci członkowie grupy paramilitarnej Očevici wtargnęli do pociągu pasażerskiego i wyprowadzili z niego 20 osób narodowości nieserbskiej. Osoby te zostały przetransportowane do budynku szkoły we wsi Prelovo, gdzie zostali oni rozebrani do bielizny, pobici i okradzeni, a następnie przewieziono je do wsi Mušići, gdzie dokonano ich egzekucji.
W trakcie prac nad demarkacją i ustaleniem ostatecznego przebiegu granicy bośniacko-serbskiej pojawiły się postulaty, by tereny na których położony jest 9-kilometrowy bośniacki odcinek linii kolejowej z Belgradu do Baru (wraz ze stacją Štrpci) włączyć w granice Serbii.